# (35541) 1998 FS95
1998 FS95 (asteroide 35541) é um asteroide da cintura principal. Possui uma excentricidade de 0.13928430 e uma inclinação de 7.20850º.
Este asteroide foi descoberto no dia 31 de março de 1998 por LINEAR em Socorro.